# José de Jesús Madera Uribe
José de Jesús Madera Uribe MSpS (* 27. November 1927 in San Francisco; † 21. Januar 2017) war ein US-amerikanischer Geistlicher und Weihbischof im US-amerikanischen Militärordinariat.

## Leben
José de Jesús Madera Uribe trat der Ordensgemeinschaft der Missionare vom Heiligen Geist bei und studierte Philosophie und Theologie am Ordensseminar in Coyoacan, Mexiko. Am 6. Juli 1952 empfing er die Priesterweihe. 
Papst Johannes Paul II. ernannte ihn am 18. Dezember 1979 zum Koadjutorbischof von Fresno. Der Bischof von Fresno, Hugh Aloysius Donohoe, weihte ihn am 4. März des nächsten Jahres zum Bischof; Mitkonsekratoren waren Roger Michael Mahony, Erzbischof von Stockton, und Juan Alfredo Arzube, Weihbischof in Los Angeles.
Nach der Emeritierung Hugh Aloysius Donohoes folgte er ihm am 1. Juli 1980 als Bischof von Fresno nach. Am 28. Mai 1991 wurde er zum Weihbischof im US-amerikanischen Militärordinariat und Titularbischof von Hortanum ernannt.
Am 15. September 2004 nahm Papst Johannes Paul II. seinen altersbedingten Rücktritt an.